# Oliver (Wisconsin)
Oliver é uma vila localizada no estado norte-americano de Wisconsin, no Condado de Douglas.

## Demografia
Segundo o censo norte-americano de 2000, a sua população era de 358 habitantes.
Em 2006, foi estimada uma população de 423, um aumento de 65 (18.2%).

## Geografia
De acordo com o United States Census Bureau tem uma área de
5,3 km², dos quais 5,3 km² cobertos por terra e 0,0 km² cobertos por água.

## Localidades na vizinhança
O diagrama seguinte representa as localidades num raio de 16 km ao redor de Oliver.